# Gurguèn de Taron
Gurguèn de Taron fou un príncep bagràtida de Taron. Era fill d'Asoci II de Taron.
El seu pare Asoci fou empresonat vers el 878 i el tron usurpat per David Arqaik, el germà d'Asoci. El 884 el pare va aconseguir escapar però va morir poc després. Gurguèn en aquest temps devia ser jove. El 895 va morir David; el país anava malament i estava seriosament amenaçat pels musulmans. El seu fill Asoci Arqaik es va proclamar príncep però no tenia prou suport i Gurguèn va aprofitar el moment per agafar igualment el títol de príncep. Després d'un temps Asoci va considerar poc prudent lluitar sense prou suports per un país amenaçat i es va retirar a Constantinoble on tenia importants propietats. Gurguèn va quedar com a príncep però no va tenir treva doncs l'emir shaybànida del Diyar Bakr, Ahmed ben Isa ben Shaikh al-Shaybani, va atacar el principat i el 897 (o 898) Gurguèn va morir en la lluita i l'emir va ocupar el principat. Asoci va intentar llavors recuperar el poder amb la mediació del rei d'Armènia (Aní) Simbaci I el Màrtir, però l'emir es va negar a retornar-li el principat.